# Eijsden-Margraten
Eijsden-Margraten ( udtale: Eijsden ?- udtale: Margraten ?; Limburgsk: Èèsjde-Mergraote) er en kommune og en by, beliggende i den sydlige provins Limburg i Nederlandene. Kommunens areal er på 78,32 km², og indbyggertallet er på 24.995 pr. 1 maj 2014. Kommunen grænser op til Maastricht, Valkenburg aan de Geul, Gulpen-Wittem, Voeren (B), og Wezet (B).

## Kernerne
Eijsden-Margraten Kommunen består af følgende landsbyer og bebyggelser:
|  |  |

Kommunens små bebyggelse i landet hedder:
| - Berg - Breust - Groot Welsden - Hoog-Caestert - Klein Welsden | - Laag-Caestert - Schilberg - Terhorst - Ulvend | - Vroelen - Wesch - Withuis - Wolfshuis |

## Galleri
- Netherlands American Cemetery Margraten
- Mølle: Tienhoven
- Mølle: Meschermolen
- Mølle: Graanmolen Eijsden
- Mølle: Zaagmolen
- Reliëfbeeld van de gemeente Eijsden-Margraten
- Banholt: plateaulandskab
- Eijsden: Maas som grænseå
- Bemelerberg: kritformationer
- Scheulder: en typisk gadelandsby med mergelsten, firekantsgårde og St-Barbarakirke
- Rijckholt Slot
- Gronsveld Slot
- Eijsden Slot
- Mheer Slot
- Eijsden
- Moerslag
- Noorbeek-De Wesch
- Pancratiuskirke, Mesch
- St.Brigidakirke, Noorbeek
- Missionshus, Cadier & Keer
- Klostret Hoogcruts
- Savelsbos nær Gronsveld
- Hagen-landskab ved Noorbeek
- Broonk in Eijsden
- Eijsden-Margraten som decor ved Amstel Gold Race
- Forhenværende rådhus i Eijsen

## Nabokommunen
| Maastricht | Valkenburg aan de Geul |               |
|            |                        | Gulpen-Wittem |
| Wezet (B)  | Voeren (B)             |               |

50°47′30″N 5°45′22″Ø / 50.79167°N 5.75611°Ø